# Dinictis
Dinictis — рід котовидих ссавців з родини німравідів. Dinictis був ендеміком Північної Америки з епох від пізнього еоцену до раннього міоцену (37,2—20,4 мільйона років тому), існував приблизно 16,8 мільйона років.

## Опис
Dinictis мав тіло завдовжки 1,1 метра, короткі ноги заввишки 0,6 метра з неповністю втяжними кігтями, потужні щелепи й довгий хвіст. Він був дуже схожий на свого близького родича, Hoplophoneus. Верхні ікла були відносно невеликими, але, тим не менш, чітко виступали з рота. Dinictis ходив плоскостопо. Він був схожий на малу пантеру плямисту і, ймовірно, їхній спосіб життя був схожим.

## Середовище проживання
Він мешкав на рівнинах Північної Америки. Скам'янілості знайдені в Саскачевані, Канаді та Колорадо, Монтані, Небрасці, Південній Дакоті, Північній Дакоті, Вайомінгу та Орегоні в Сполучених Штатах. Dinictis, ймовірно, розвинувся від раннього предка, схожого на Miacis, який жив у палеоцені.

## Галерея

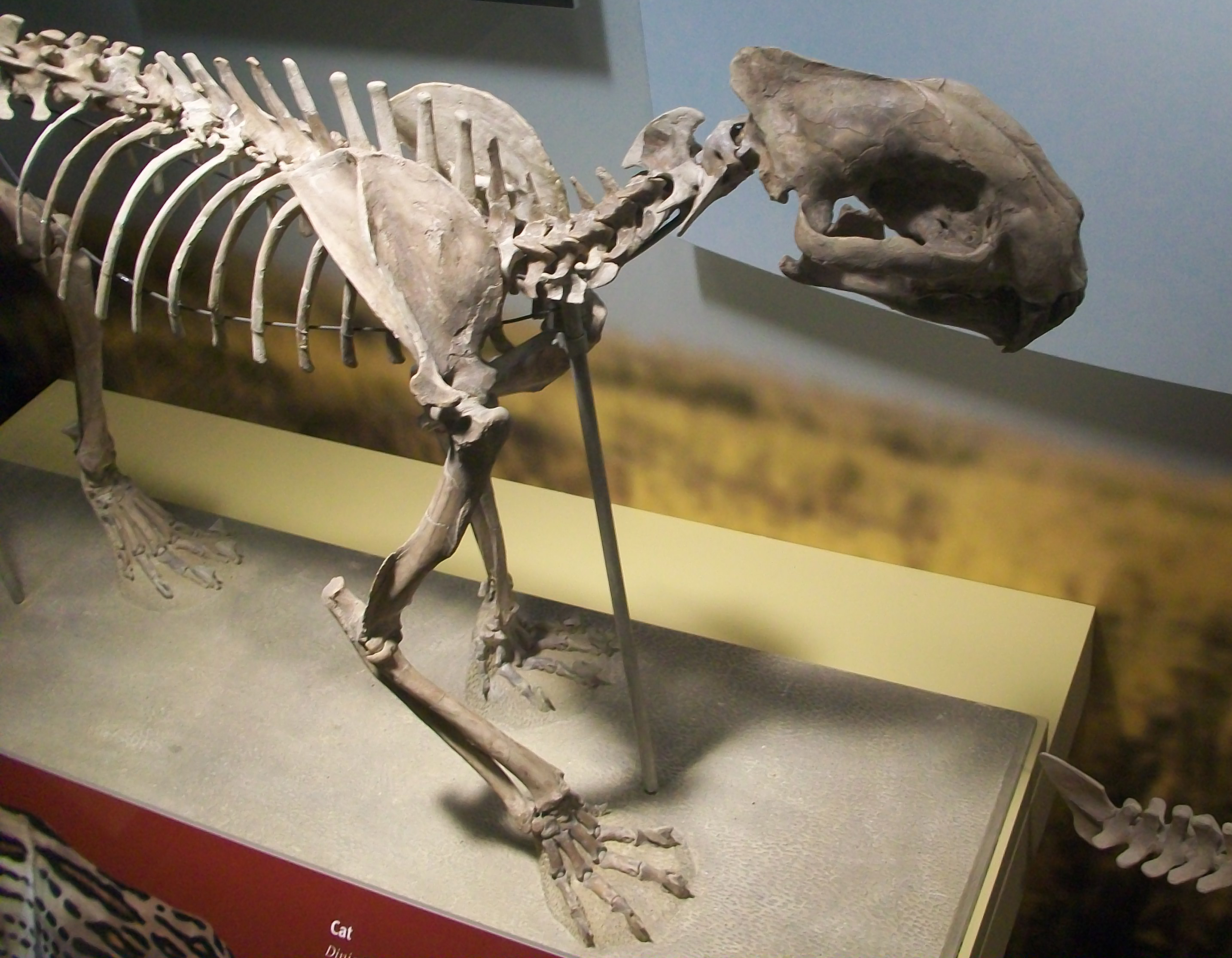
Скелет у Польовому музеї природної історії, Чикаго, Іллінойс
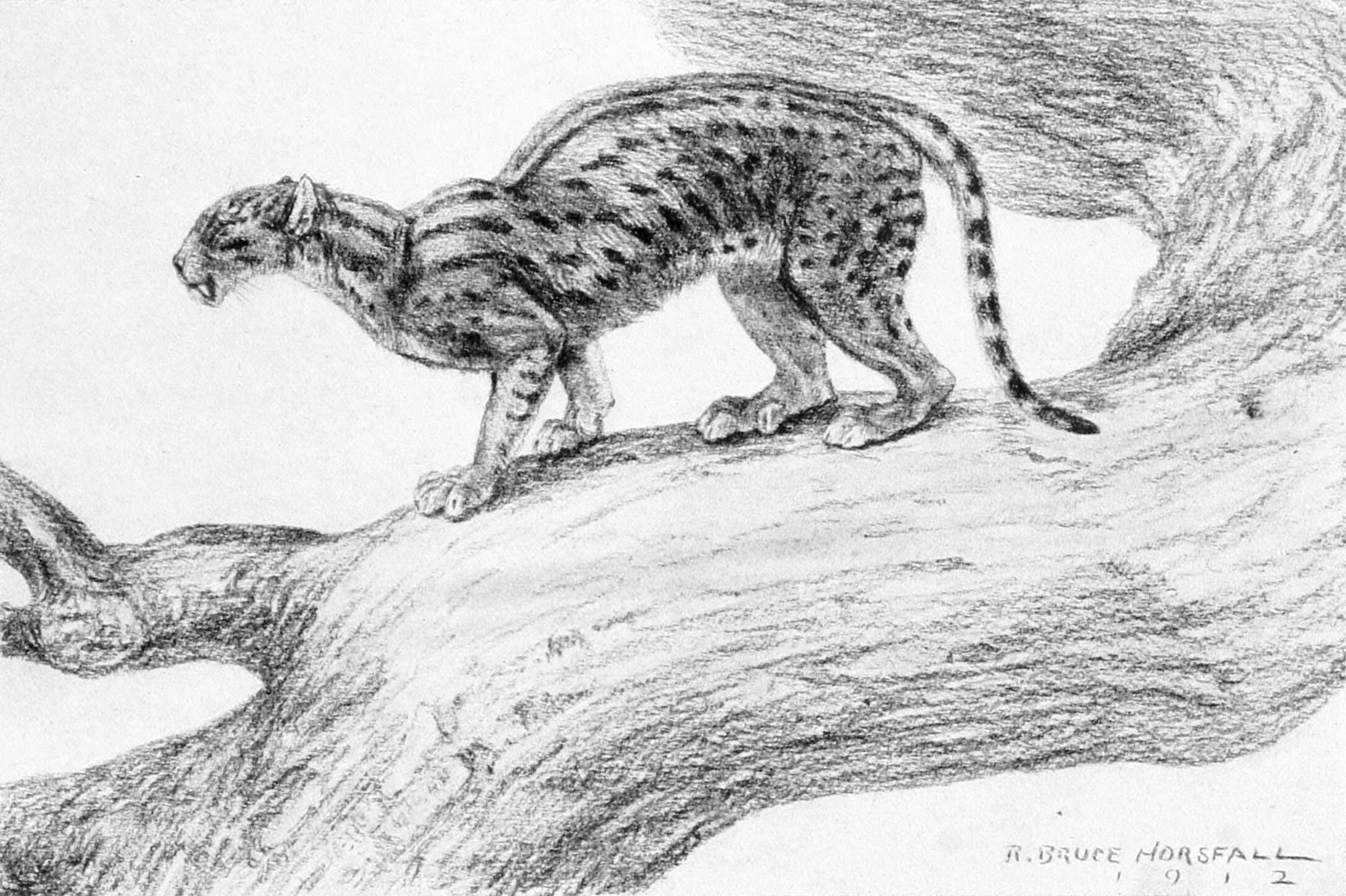
Художня реконструкція Роберта Брюса Хорсфолла
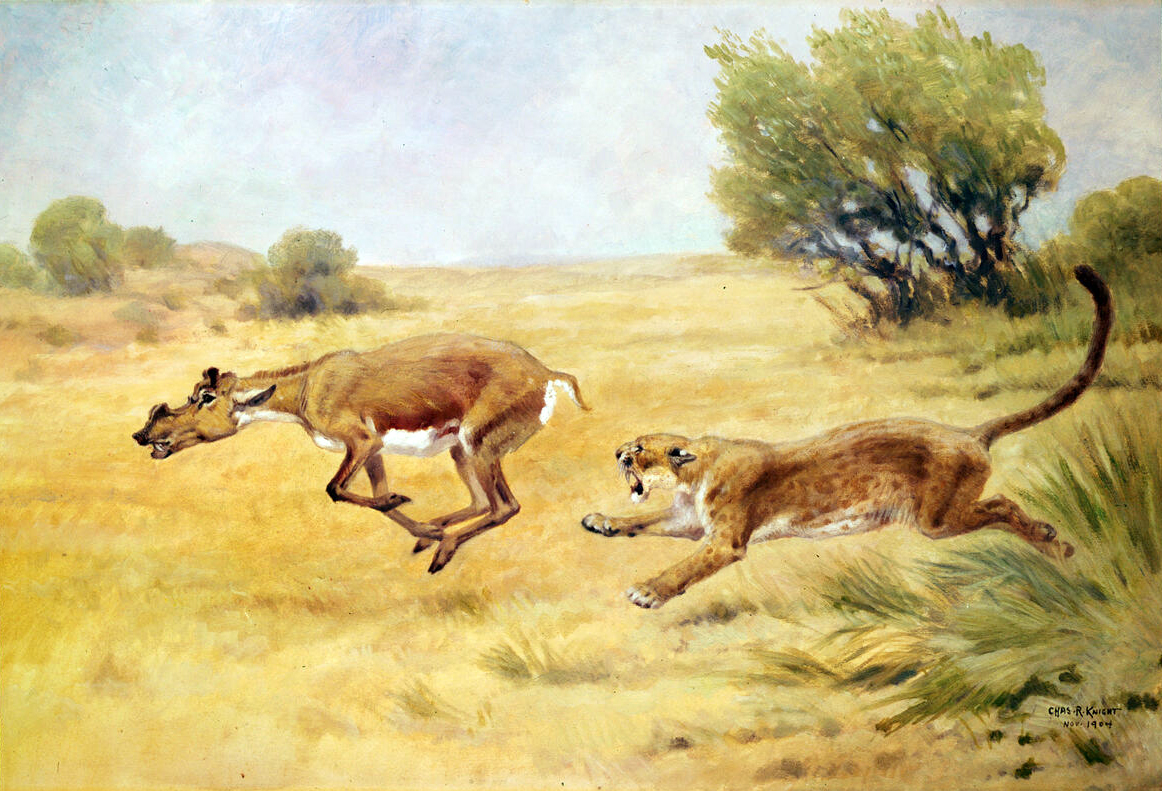
Художня реставрація Dinictis в гонитві за Protoceras, Чарльз Р. Найт[en]